# شارل ديغول - إتوال
محطة شارل ديغول - إتوال (بالفرنسية: Gare de Charles-de-Gaulle - Étoile)، هي محطة سكة حديد فرنسية على الخط الخط A للشبكة الجهوية السريعة في إيل دو فرانس، وتقع بين الدوائر الثامنة والسادسة عشر والسابعة عشر في باريس. وضعت في الخدمة عام 1970 من قبل الهيئة المستقلة للنقل في باريس.